# Pelargonium australe
Pelargonium australe är en näveväxtart som först beskrevs av Jean Louis Marie Poiret, och fick sitt nu gällande namn av Nikolaus Joseph von Jacquin. Pelargonium australe ingår i släktet pelargoner, och familjen näveväxter. Inga underarter finns listade i Catalogue of Life.